# Super ShowDown 2020
Super ShowDown 2020 è stata la terza edizione dell'omonimo evento in pay-per-view di wrestling prodotto dalla WWE. L'evento si è svolto il 27 febbraio 2020 al King Fahd International Stadium di Riad (Arabia Saudita).
L'evento è ricordato per il primo match titolato femminile mai avvenuto in Arabia Saudita tra Bayley e Naomi per lo SmackDown Women's Championship.

## Storyline
Nella puntata di SmackDown del 10 gennaio 2020 John Morrison ha supportato The Miz durante il suo match contro Kofi Kingston, aiutandolo a tenere a bada Big E e permettendogli di vincere l'incontro. Nella puntata di SmackDown del 17 gennaio Morrison ha sconfitto Big E nel suo primo match in WWE dopo quasi nove anni. Nella puntata di SmackDown del 24 gennaio Morrison ha sconfitto Kofi Kingston. Nella puntata di Super SmackDown del 31 gennaio Morrison e The Miz hanno vinto un Fatal 4-Way Tag Team match contro gli Heavy Machinery (Otis e Tucker), i Lucha House Party (Gran Metalik e Lince Dorado) e i Revival (Dash Wilder e Scott Dawson), diventando i contendenti n°1 allo SmackDown Tag Team Championship di Big E e Kofi Kingston del New Day. Un match valevole per i titoli di coppia di SmackDown tra i campioni del New Day e Morrison e The Miz è stato dunque confermato per Super ShowDown.
Nella puntata di Raw del 3 febbraio Ricochet ha vinto un Triple Threat match che comprendeva Bobby Lashley e Seth Rollins, ottenendo un match titolato contro Brock Lesnar per il WWE Championship a Super ShowDown.
Nella puntata di SmackDown del 7 febbraio il WWE Hall of Famer Goldberg è apparso tramite un video in cui ha sfidato Bray Wyatt per l'Universal Championship e quest'ultimo, tramite un segmento della Firefly Fun House, ha accettato la sfida per il suo alter ego, "The Fiend". Un match valevole per l'Universal Championship tra il campione "The Fiend" Bray Wyatt e Goldberg è stato dunque annunciato per Super ShowDown.
Nella puntata di SmackDown del 31 gennaio Roman Reigns e gli Usos (Jey Uso e Jimmy Uso) hanno sconfitto Dolph Ziggler, Robert Roode e King Corbin, umiliando quest'ultimo con del cibo per cani. Nella puntata di SmackDown del 7 febbraio Reigns ha attaccato nuovamente Corbin, sfidandolo ad un ultimo incontro: uno Steel Cage match a Super ShowDown.
Il 10 febbraio è stato annunciato che, a Super ShowDown, ci sarà un Gauntlet match tra AJ Styles, lo United States Champion Andrade, Bobby Lashley, Erick Rowan, R-Truth e Rusev valevole per il Tuwaiq Trophy; successivamente, Rusev è stato rimpiazzato da Rey Mysterio.
Nella puntata di SmackDown del 14 febbraio Bayley ha difeso con successo lo SmackDown Women's Championship contro Carmella nonostante uno schienamento palesemente irregolare; subito dopo, tuttavia, è sopraggiunta Naomi, la quale ha attaccato Bayley insieme a Carmella. dunque annunciato che, nella puntata di SmackDown del 21 febbraio Naomi ha affrontato e sconfitto Carmella, conquistando dunque il diritto di affrontare Bayley per lo SmackDown Women's Championship a Super ShowDown; sarà il primo match titolato femminile ad avvenire in Arabia Saudita.
Nella puntata di Raw del 17 febbraio Murphy e gli AOP (Akam e Rezar) sono stati sconfitti da Kevin Owens e i Viking Raiders (Erik e Ivar) per squalifica a causa dell'intervento di Seth Rollins ai danni di Owens; poco dopo, tuttavia, gli Street Profits (Angelo Dawkins e Montez Ford) sono accorsi per salvare Owens e i Viking Raiders. Un match per il Raw Tag Team Championship di Murphy e Rollins contro gli Street Profits è stato dunque annunciato per Super ShowDown.
Il 26 febbraio la WWE ha annunciato tre incontri per Super ShowDown: nel Kick-off, l'O.C. (Luke Gallows e Karl Anderson) affronterà i Viking Raiders, mentre nella card normale dell'evento Dolph Ziggler (appartenente al roster di SmackDown) affronterà Mansoor (appartenente al roster di NXT) e Angel Garza se la vedrà con Humberto Carrillo.

## Risultati
| #       | Incontri                                                                       | Stipulazioni                                              | Durata |
| ------- | ------------------------------------------------------------------------------ | --------------------------------------------------------- | ------ |
| Kickoff | Karl Anderson e Luke Gallows hanno sconfitto i Viking Raiders                  | Tag team match                                            | 9:58   |
| 1       | The Undertaker ha vinto eliminando per ultimo AJ Styles                        | Gauntlet match per il Tuwaiq Trophy                       | 21:44  |
| 2       | John Morrison e The Miz hanno sconfitto il New Day (c) (Big E e Kofi Kingston) | Tag team match per il WWE SmackDown Tag Team Championship | 13:17  |
| 3       | Angel Garza ha sconfitto Humberto Carrillo                                     | Single match                                              | 9:13   |
| 4       | Murphy e Seth Rollins (c) hanno sconfitto gli Street Profits                   | Tag team match per il WWE Raw Tag Team Championship       | 10:35  |
| 5       | Mansoor ha sconfitto Dolph Ziggler                                             | Single match                                              | 9:21   |
| 6       | Brock Lesnar (c) (con Paul Heyman) ha sconfitto Ricochet                       | Single match per il WWE Championship                      | 1:34   |
| 7       | Roman Reigns ha sconfitto King Corbin                                          | Steel cage match                                          | 12:59  |
| 8       | Bayley (c) ha sconfitto Naomi                                                  | Single match per il WWE SmackDown Women's Championship    | 11:33  |
| 9       | Goldberg ha sconfitto "The Fiend" Bray Wyatt (c)                               | Single match per il WWE Universal Championship            | 2:56   |

### Gauntlet match
| N° eliminazione | Wrestler       | N° ingresso | Eliminato da   | Metodo di eliminazione |
| --------------- | -------------- | ----------- | -------------- | ---------------------- |
| 1°              | Bobby Lashley  | 2°          | R-Truth        | Schienamento           |
| 2°              | Andrade        | 3°          | R-Truth        | Schienamento           |
| 3°              | Rowan          | 4°          | —              | Squalifica             |
| 4°              | R-Truth        | 1°          | AJ Styles      | Sottomissione          |
| 5°              | AJ Styles      | 5°          | The Undertaker | Schienamento           |
| Vincitore       | The Undertaker | 6°          | —              | —                      |

## Accoglienza
L'evento è stato accolto negativamente dai fan e dalla critica, soprattutto per il trattamento riservato a numerosi wrestler in rampa di lancio per il successo, affossati da wrestler part-timer. È il caso di Ricochet, sconfitto in neanche due minuti da Brock Lesnar in un match per il WWE Championship (dello stesso Lesnar), o di "The Fiend" Bray Wyatt, che aveva riscosso un enorme successo nel 2019, sconfitto dall'allora cinquantatreenne Goldberg in appena tre minuti e privato dell'Universal Championship. Entrambi i match, dunque, sono stati definiti come troppo corti e altamente lesivi per la reputazione dei wrestler sconfitti. Anche il Gauntlet match per il trofeo Tuwaiq, analogamente alla WWE World Cup di Crown Jewel 2018, è stato molto criticato per il modo in cui si è svolto, facendo apparire solo nel finale il wrestler (The Undertaker, che non era neanche un partecipante all'incontro) che avrebbe poi vinto la contesa (così com'era successo con Shane McMahon a Crown Jewel). Anche lo Steel Cage match tra King Corbin e Roman Reigns, vinto da quest'ultimo, è stato ampiamente criticato per l'allungamento eccessivo della rivalità tra i due, iniziata tre mesi prima.